# Xyrichtys novacula
Xyrichtys novacula là một loài cá biển thuộc chi Xyrichtys trong họ Cá bàng chài. Loài này được mô tả lần đầu tiên vào năm 1758.

## Từ nguyên
Từ định danh novacula trong tiếng Latinh có nghĩa là "dao cạo", hàm ý đề cập đến hình dạng cơ thể của loài cá này.

## Phạm vi phân bố và môi trường sống
X. novacula có phạm vi phân bố rộng khắp Đại Tây Dương. Ở bờ tây, từ bờ biển phía đông nam Hoa Kỳ, loài này được ghi nhận trải dài trên khắp chuỗi đảo Antilles và bờ biển phía nam vịnh México; từ khắp bờ biển Caribe, X. novacula xuất hiện dọc theo bờ biển Brasil đến bang Santa Catarina; ở bờ đông, từ bờ biển Tây Ban Nha, X. novacula được ghi nhận dọc theo biển Tây Phi trải dài đến Gabon, bao gồm cả São Tomé và Príncipe, cũng như tất cả các quần đảo thuộc Macaronesia ở Trung Đại Tây Dương; X. novacula cũng được phát hiện trên khắp bờ biển Địa Trung Hải và biển Marmara, nhưng không được tìm thấy ở Biển Đen.
X. novacula sống trên nền đáy cát, gần các rạn san hô và trong các thảm cỏ biển ở những vùng nước nông, tuy nhiên loài này đã được ghi nhận ở độ sâu lên đến 90 m.

## Mô tả
Chiều dài cơ thể tối đa được ghi nhận ở X. novacula là 38 cm, nhưng chiều dài phổ biến thường được quan sát là 20 cm. Trán dốc là đặc điểm của các loài Xyrichtys.
Cá con có màu xám lốm đốm với 4 vạch màu nâu. Cá cái màu nâu phớt màu hồng nhạt, vảy ánh màu ngọc trai ở vùng bụng. Cá đực cũng có màu nâu phớt hồng, đầu có các vạch sọc mảnh màu xanh lam và vàng cam nhạt; mỗi vảy trên thân có một vệt đốm màu xanh lam; có thể xuất hiện một vệt chéo màu đỏ nâu ở trên thân, phía sau vây ngực.
Số gai ở vây lưng: 9; Số tia vây ở vây lưng: 12; Số gai ở vây hậu môn: 3; Số tia vây ở vây hậu môn: 13.

## Sinh thái và hành vi
Thức ăn chủ yếu của X. novacula là nhuyễn thể, nhưng cũng bao gồm cả cua và tôm. Chúng sử dụng vụn san hô để xây tổ.

## Thương mại
X. novacula được đánh bắt ở nhiều nơi trong phạm vi phân bố của chúng.